# Bowdon (Dakota du Nord)
Pour les articles homonymes, voir Bowdon.
La ville de Bowdon est située dans le comté de Wells, dans l’État du Dakota du Nord, aux États-Unis. Lors du recensement de 2010, sa population s’élevait à 131 habitants.

## Histoire
Bowdon a été fondée en 1899.

## Démographie
| 1910 | 1920 | 1930 | 1940 | 1950 | 1960 |
| ---- | ---- | ---- | ---- | ---- | ---- |
| 302  | 306  | 303  | 348  | 348  | 259  |

| 1970 | 1980 | 1990 | 2000 | 2010 | - |
| ---- | ---- | ---- | ---- | ---- | - |
| 229  | 220  | 196  | 139  | 131  | - |

## Source
- (en) Cet article est partiellement ou en totalité issu de l’article de Wikipédia en anglais intitulé « Bowdon, North Dakota » (voir la liste des auteurs).